# Hythe (circonscription du Parlement britannique)
 (septembre 2013).
Si vous disposez d'ouvrages ou d'articles de référence ou si vous connaissez des sites web de qualité traitant du thème abordé ici, merci de compléter l'article en donnant les références utiles à sa vérifiabilité et en les liant à la section « Notes et références ».
Pour les articles homonymes, voir Hythe.
Hythe est une ancienne circonscription électorale du Royaume-Uni qui avait pour centre la ville de Hythe dans le Kent. Elle était représentée par deux députés à la Chambre des communes jusqu'en 1832, nombre ensuite réduit à un. La circonscription est abolie lors des élections générales de 1950 et remplacée par la nouvelle circonscription de Folkestone et Hythe